# Gaindola
Gaindola es una localidad española del municipio de Valcarlos, perteneciente a la Comunidad Foral de Navarra. En 2023, la entidad singular de población tenía empadronados 58 habitantes y el núcleo de población, 35.